# 夙川学院事件
夙川学院事件（しゅくがわがくいんじけん）では、資産運用の失敗により学校法人夙川学院で起きた一連の事件について述べる。

## 概要
2003年に後に引責辞任することとなる学校法人夙川学院の理事長が就任。この理事長は2004年よりリスクの高いデリバティブ取引を証券会社3社と始める。理事会に諮っておらず学校法人夙川学院の資産運用の内規に反していた。監査法人や理事からは危険性を指摘されていたものの、十分な検討をせずに投資を続けていた。2008年のリーマン・ショックの影響で多額の損害を出す。
2011年3月、2010年の夏に学校法人夙川学院が同校の同窓会の名義である定期預金を無断で解約し、その全額を教職員の給与や賞与に流用していたことが明らかとなる。6月と7月の2回にわたり同窓会の定期預金を学校法人夙川学院の口座に移し、そこから支払われていた。
2011年9月2日、学校法人夙川学院が運営する夙川学院短期大学の教職員に退職金など計7億円を支払っておらず、労働基準監督署から是正勧告を受けていたことが明らかとなる。勧告は6月30日に受け、是正期限は8月31日だったが、それまでに支払いを終えなかった。未払いだったのは同年3月に支払う予定であった32人分の退職金と、64人分の賞与と給与の一部である。
理事長は2011年9月に引責辞任をする。学校法人夙川学院は所有する土地の売却も含めて再建を目指すとした。辞任した理事長は、主因はリーマン・ショックであり、法人には債務を上回る資産があるとコメントした。
2012年7月の学校法人夙川学院の発表では、既に退職金の未払い問題は解決しており、2013年4月には夙川学院短期大学はポートアイランドの神戸夙川学院大学のキャンパスに移転して経営を高率化させるとした。
2014年3月27日、日本高等教育評価機構は2013年に実施した大学の認証評価結果で、神戸夙川学院大学は基準に不適合と判定する。リーマン・ショックの影響で多額を失ったため財政が危機的状況にあると評価した。この時点では運営体制を刷新して建て直しを図られているものの実効性に乏しいとされ、監査報告書や財産目録などの財務情報が公表されておらず改善を求められる。
2014年4月18日、神戸夙川学院大学の翌年以降の新入生の募集停止が発表される。大学側の説明では、これまでの3年間は定員割れが続き、入学者数の回復の見込みが立たないためとされた。神戸夙川学院大学は観光文化学部のみの単科大学で、2007年の開学から2年目までは定員を満たし、それから4年目までは定員の1.2倍が入学した。だが2011年に関西国際大学に観光のコースが開設され、2012年から神戸夙川学院大学は定員割れとなり、2013年には神戸山手大学にも観光のコースが開設されるなどで厳しくなっていた。2015年に神戸山手大学に観光文化学科が開設され神戸夙川学院大学の全ての在学生と教職員を継承することとなったため、募集停止の翌2015年に神戸夙川学院大学は廃校となった。石渡嶺司は、神戸夙川学院大学の募集停止の決定打はデリバティブ取引で大きな損失を出したことからの経営悪化であるとしている。
2014年6月の学校法人夙川学院の理事会では、夙川学院短期大学に続いて夙川学院中学校・高等学校もポートアイランドに移転し、中学校と高等学校だった土地は売却して債務を圧縮させることが可決される。
夙川学院短期大学だった土地はマンション業者に売却することとなった。売却した土地は越木岩神社の隣で磐座が存在し、神が宿ると言われる信仰の対象であった。1964年に学校法人夙川学院が短大を建設する際には、磐座を壊さないという条件で土地を買い取り、磐座を壊さない状態でキャンパスとして使用されてきた。2015年6月に神社や地域住民は磐座の保存や自然環境の配慮を求める署名をマンション業者に持参したが受領を拒まれる。マンション業者は、神社が磐座と主張するものはただの岩で保存することは考えないとした。さらに、元々この土地は神社ではなく個人の所有で神社が介入する権利はないと主張した。
2016年7月27日、周辺住民らはマンション業者が短期大学校舎を解体する際、アスベストの飛散対策などを行っていなかったため、将来の健康被害などの精神的な苦痛を受けたとして、マンション業者や西宮市に対して損害賠償を求める裁判を起こす。訴状では2013年6月から2014年3月にかけてマンション業者から委託を受けた解体業者が、意図的にアスベストの存在を隠し、飛散対策を採らずに解体工事をおこなっていたとした。校舎内の空調ダクトパッキングでアスベストが見つかったものの、西宮市が対策を講じなかったためにアスベストが周辺に飛散したと主張した。2019年4月16日に神戸地方裁判所で判決が下され、裁判は建物解体時のアスベスト飛散の事実を認定し、西宮市には飛散調査の義務があったことも認めた。だがアスベスト飛散による健康被害は認められず、周辺住民らへの損害賠償は認められなかった。解体業者の責任は認められたが、解体業者に委託したマンション業者の責任は認められなかった。
2017年10月22日に学校法人夙川学院と学校法人須磨学園の業務提携が結ばれる。これにより学校法人須磨学園の理事長と学園長、須磨学園中学校・高等学校の教頭の3人が学校法人夙川学院の理事に、また学校法人須磨学園の理事長と学園長の2人は学校法人夙川学院の副理事長に、それぞれ就任した。
学校法人夙川学院は元理事長に、デリバティブ取引の失敗で約33億円の損害を出したとして、元理事長に約10億円の賠償を求める裁判を起こしていた。この裁判の判決が2018年3月28日に神戸地方裁判所尼崎支部で下され、元理事長には約7億6千万円の賠償が命じられた。裁判長からは合理的な裁量権の範囲を超えていたと指摘された。
2018年7月7日に神戸学院大学は、新学部の設置やキャンパスの再編でポートアイランドキャンパスの学生数が増加したため、更なる施設の充実と整備が懸念となっていたところ、学校法人夙川学院からポートアイランドの土地と校舎を売却する提案があったと告知した。学校法人神戸学院はこの提案を慎重に検討した結果、学校法人夙川学院から土地と建物を購入することを決定した。引渡しを受けてから改修され、2019年9月より神戸学院大学のキャンパスとして使用される。
2018年7月14日、夙川学院中学校・高等学校の運営権を学校法人夙川学院から学校法人須磨学園へ譲渡されることが発表される。これに伴い校名は夙川中学校・高等学校に変更され、それまで行われていたキリスト教の教育は行われないこととなった。中学校と高等学校は2019年よりポートアイランドから神戸市兵庫区の神戸学院大学附属高等学校があった場所に移転した。学校法人夙川学院に残った夙川学院短期大学も、ポートアイランドから神戸学院大学法科大学院のあった場所に移転した。
夙川学院高等学校の同窓会は、学校法人須磨学園の夙川高等学校になってからも運動部で好成績を収めた生徒に奨学金を支給するほか学生寮の改築や施設整備費を援助してきた。だが不透明な管理会計が発覚したため、同窓会は2020年1月の臨時総会で全役人の解任を決議した。これを不服とする当時の会長が預金口座を凍結した結果、奨学金や寮の改築費が支払われなくなり、寮の改築は事業が止まった。生徒に支払われることとなっていた奨学金は、学校法人須磨学園が全額立て替えた。